# Guisa (Cuba)
Guisa è un comune di Cuba, situato nella provincia di Granma.